# وليم كلارك فالكنر
وليم كلارك فالكنر (بالإنجليزية: William Clark Falkner)‏ (1826 - 6 نوفمبر 1889)؛ شاعر وروائي أمريكي.